# Macrobrachium ohione
Macrobrachium ohione är en kräftdjursart som först beskrevs av Sidney Irving Smith 1874.  Macrobrachium ohione ingår i släktet Macrobrachium och familjen Palaemonidae. Inga underarter finns listade i Catalogue of Life.

## Bildgalleri

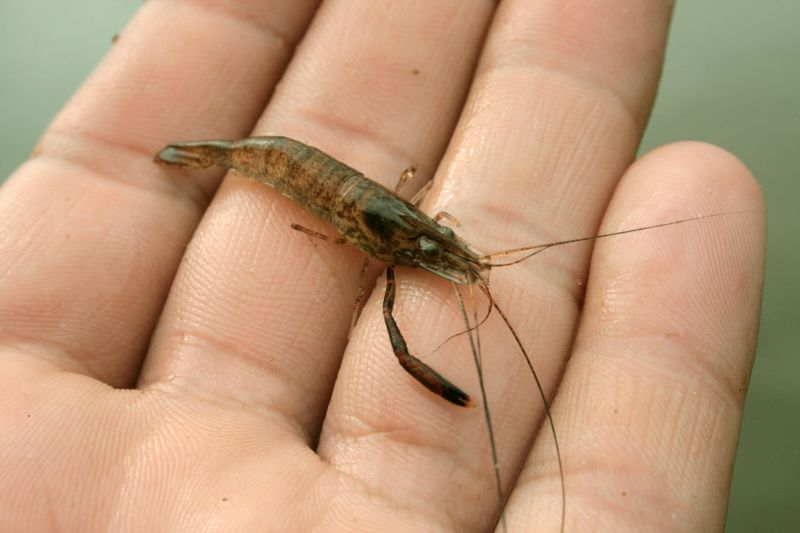